# برايان كلوف
برايان هوارد كلوف (بالإنجليزية: Brian Howard Clough)‏ ‏ (21 مارس 1935، ميدلزبرة، إنكلترا – 20 سبتمبر 2004، ديربي، إنكلترا) كان لاعب كرة قدم إنكليزي سابق، ومدرب كرة قدم إنكليزي سابق.

## مسيرته الكروية
بدأ مسيرته الكروية مع نادي ميدلزبره في عام 1955، ولعب معهم حتى عام 1961، وشارك معهم في 213 مباراة وسجل 197 هدف، وفي عام 1961 انتقل إلى نادي سندرلاند، ولعب معهم حتى عام 1964، وشارك معهم في 61 مباراة وسجل 54 هدف.
لعب مع منتخب إنجلترا لكرة القدم في عام 1959، وشارك معهم في مباراتين.

## مسيرته التدريبية
بدأ مسيرته التدريبية مع نادي هارتلبول يونايتد في عام 1965، واستمر في تدريبهم حتى عام 1967، وفي عام 1967 انتقل إلى تدريب نادي ديربي كاونتي، ودربهم حتى عام 1973، وفي موسم 1973/1974 درب نادي بريتون أند هوف ألبيون، وفي عام 1974 درب نادي ليدز يونايتد، وفي عام 1975 درب نادي نوتنغهام فوريست، واستمر في تدريبهم حتى عام 1993.

## قمة التفوق
كانت في عام 1975 أنتقل لتدريب نوتنغهام فورست عندما كان النادي يقبع في الدرجة الثانية، الأولى حالياً, فـ أعاد الفريق إلى الدرجة الأولى, الدوري الإنجليزي الممتاز أو بريميرليغ حاليًا، فكانت الإنجازات الخالدة للنادي والمدرب والتي يعجز عن تحقيقها الجيل الحالي والذي يلعب في دوري المظاليم أو الدرجة الأولى.. فجميع إنجازات النادي باسم المدرب كلوف..فأصبح النادي رقم 1 في أوروبا وكاد أن يحقق كأس العالم للأندية عامي 1979 و1980.

## انجازات المدرب مع فورست
لا تذكر إنجازات فورست الا مع كلوف، فبعد أن قاد النادي أو درب النادي عام 1975 صعد به الموسم التالي للدرجة الممتازة والتي كانت تسمى الأولى ذاك الوقت. وفي عام 1977 أصبح أفضل وأقوى نادي في إنجلترا رغم وجود ليفربول بطل أوروبا ذاك الوقت.وحقق أول القابه عام 1978 بفوزه بكاس الحليب للاندية المحترفة.ثم حقق للنادي أول وأخر لقب للدوري الممتاز متفوقا على اندية ليفربول ومانشستر اليونايتد والستي واندية لندن الكبيرة.بعدها حقق بطولة ابطال أوروبا للاندية الأبطال موسمين متتالين 1979 و1980 في إنجاز غير مسبوق، ليضف لقب السوبر الاوربي عام 1979. ويخسر كاس العالم للاندية، ثم يضيف بطولة الحليب أو ماتسمى كاس المحترفين سنة 1979 و 1989 و1990 ويخسر كاس الاتحاد الإنجليزي امام توتنهام هوتسبير عام 1990 وتتوقف الإنجازات بعدها ويسقط الفريق للدرجة الأولى عام 1993. ويعتزل بعدها كلوف التدريب وللابد. مسجلا إنجازات لا تنسى ووضعا فريقه ضمن نخبة الكبار رغم ظروف النادي.
- يذكر ان للنادي لقبين فقط لم يحققها كلوف وهما كأس الاتحاد الإنجليزي عامي 1898 و 1959 وبقيت الالقاب تسجل باسم كلوف.

## روابط خارجية
- برايان كلوف على موقع IMDb (الإنجليزية)
- برايان كلوف على موقع إن إن دي بي (الإنجليزية)
- برايان كلوف على موقع قاعدة بيانات كرة القدم.إي يو (الإنجليزية)
- برايان كلوف على موقع ناشيونال فوتبول تيمز (الإنجليزية)
- برايان كلوف على موقع Soccerbase.com (لاعب) (الإنجليزية)
- برايان كلوف على موقع Soccerbase.com (مدرب) (الإنجليزية)
- برايان كلوف على موقع عالم كرة القدم.نت (الإنجليزية)